# Lay Down Sally
«Lay Down Sally» es una canción del músico británico Eric Clapton, publicada en el álbum de estudio Slowhand (1977). Fue escrita entre Clapton, Marcella Detroit (con el diminutivo de Marcy Levy) y George Terry y alcanzó el puesto tres en la lista estadounidense Billboard Hot 100.

## Trasfondo
«Lay Down Sally» es un tema de country blues interpretado al estilo de JJ Cale. Clapton también atribuyó al resto de miembros de su banda -Carl Radle, George Terry y Jamie Oldaker - como influyentes durante la grabación de la canción. Según Clapton: «Es lo más cerca que puedo estar, siendo inglés pero con una banda de Tulsa (Oklahoma), ellos tocan de una forma natural. No podría hacerles meter en un sonido de rock inglés, de ninguna manera. Su idea de un ritmo de conducir no es fuerte o nada. Es algo sutil».

## Personal
- Eric Clapton – guitarra eléctrica y voz.
- Marcella Detroit (Marcy Levy) – coros.
- Yvonne Elliman – coros.
- George Terry – guitarra eléctrica.
- Carl Radle – bajo.
- Dick Sims – piano.
- Jamie Oldaker – batería.
- Glyn Johns – productor musical.

## Posición en listas
| Lista (1977–78)                                  | Posición |
| ------------------------------------------------ | -------- |
| Australia (Australian Singles Chart)             | 57       |
| Canadá (Canadian Adult Contemporary)             | 1        |
| Canadá (Canadian Country Singles)                | 49       |
| Canadá (Canadian Singles Chart)                  | 3        |
| Francia (SNEP)                                   | 12       |
| Italia (Italian Singles Chart)                   | 38       |
| Japón (Oricon)                                   | 5        |
| Nueva Zelanda (New Zealand Singles Chart)        | 16       |
| Suecia (Swedish Singles Chart)                   | 8        |
| Reino Unido (UK Singles Chart)                   | 39       |
| Estados Unidos (US Billboard Adult Contemporary) | 25       |
| Estados Unidos (US Billboard Country Songs)      | 26       |
| Estados Unidos (US Billboard Hot 100)            | 3        |